# Pseudocleruchus
Pseudocleruchus is een geslacht van vliesvleugeligen uit de familie Mymaridae. De wetenschappelijke naam van dit geslacht is voor het eerst geldig gepubliceerd in 2002 door Donev & Huber.

## Soorten
Het geslacht Pseudocleruchus is monotypisch en omvat slechts de volgende soort:
- Pseudocleruchus triclavatus Donev & Huber, 2002